# Georg Marchl
Georg Marchl (* 22. Jänner 1964 in Wals-Siezenheim) ist ein österreichischer Ringer des Vereins AC Wals und Bruder des Ringers Anton Marchl. Er hat in seiner Karriere 19 Österreichische Staatsmeistertitel errungen.
Seine wichtigsten Erfolge waren
- 9. Platz Olympische Spiele Los Angeles 1984 griechisch-römisch
- 2. Platz Junioreneuropameisterschaft in der DDR 1981 griechisch-römisch
- 1. Platz Jugendweltmeisterschaft in den USA 1982 griechisch-römisch
- 3. Platz Jugendweltmeisterschaft in den USA 1981 griechisch-römisch und freistil

Er betreibt in der Gemeinde Wals-Siezenheim mit seiner Frau Birgit eine Tischlerei und Raumausstattung.